# Elisabeth von Schleswig-Holstein-Sonderburg

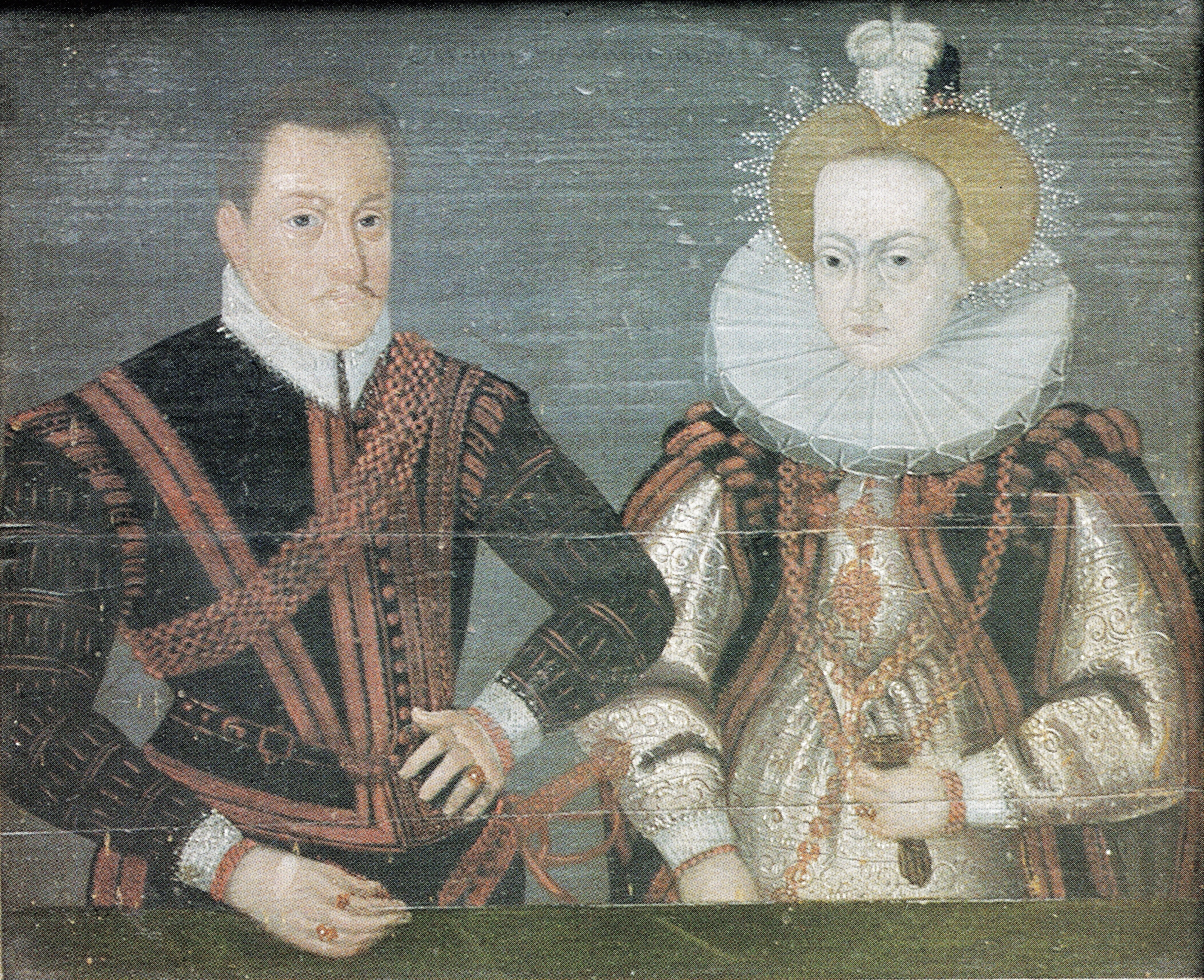
Elisabeth von Schleswig-Holstein-Sonderburg mit ihrem Gemahl Bogislaw XIV. von Pommern, 1615

Elisabeth von Schleswig-Holstein-Sonderburg (* 24. September 1580; † 21. Dezember 1653 in Rügenwalde in Hinterpommern) war die letzte Herzogin von Pommern.

## Leben

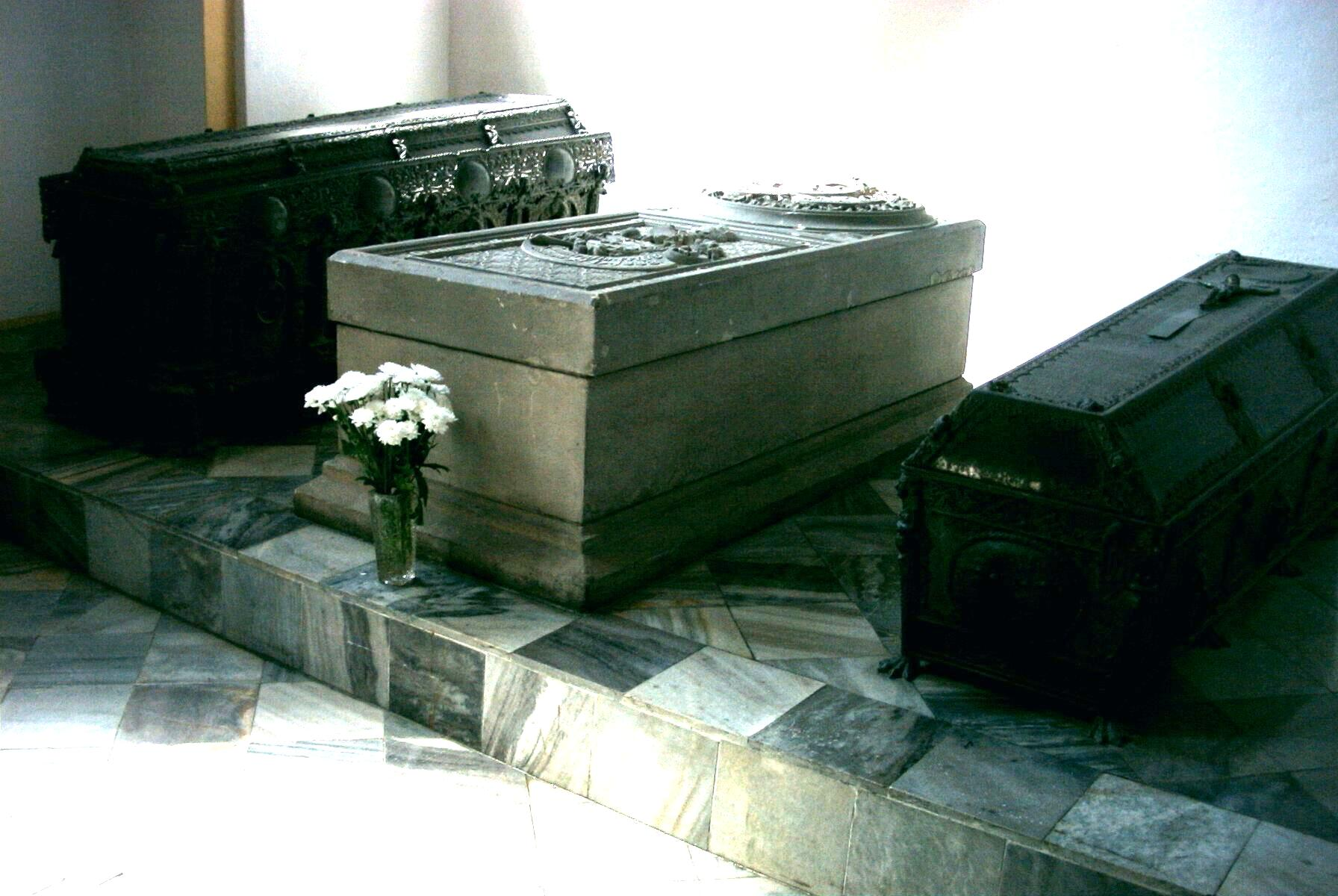
Sarg der Herzogin Elisabeth, geb. Schleswig-Holstein

Prinzessin Elisabeth war Tochter aus erster Ehe von Herzog Johann von Schleswig-Holstein-Sonderburg (1545–1622) mit Elisabeth von Braunschweig-Grubenhagen (1550–1586), die er am 19. August 1568 in Kolding geheiratet hatte. 
Sie heiratete 1615 den pommerschen Herzog Bogislaw XIV. und lebte dann in Rügenwalde und in Stettin. Die Ehe blieb kinderlos. Nach dem Tod Bogislaws XIV. im Jahr 1637 wurde ihr das Herzogsschloss von Rügenwalde als Witwensitz zugeteilt. Sie gilt als Stifterin des legendären Rügenwalder Silberaltars, für dessen Vollendung sie gesorgt hatte und der bis zum Ende des Zweiten Weltkriegs in der Marienkirche von Rügenwalde aufgestellt war. Ihre Apanage hatte die Stadt Rügenwalde aufzubringen, mit der sie in diesem Zusammenhang nicht selten haderte. Nachdem sie in Rügenwalde gestorben war, wurde ihr Leichnam zunächst in der Schlosskirche des Rügenwalder Schlosses bestattet, später in der Gruft von König Erich I. in der Rügenwalder Marienkirche beigesetzt.
Sie war Schwester von Sophia von Schleswig-Holstein-Sonderburg, die seit 1607 mit dem pommerschen Herzog Philipp II. verheiratet war, und Schwester von Anna von Schleswig-Holstein-Sonderburg, der zweiten Ehefrau von Bogislaw XIII., die später als Witwe im sogenannten Ritterhaus von Neustettin lebte.